# UCI Africa Tour 2018
L'UCI Africa Tour 2018 fu la quattordicesima edizione dell'UCI Africa Tour, uno dei cinque circuiti continentali di ciclismo dell'Unione Ciclistica Internazionale. Era composto da diciassette corse che si svolsero tra ottobre 2017 e settembre 2018 in Africa. Il vincitore della classifica individuale fu il ruandese Joseph Areruya, migliore squadra fu l'algerina Sovac-Natura4Ever, mentre la migliore nazione classificata fu l'Eritrea.

## Calendario

### Ottobre 2017
| Data | Prova        | Cat. | Vincitore            | Squadra         |
| ---- | ------------ | ---- | -------------------- | --------------- |
| 27-5 | Tour du Faso | 2.1  | Salah Eddine Mraouni | Kuwait-Cartucho |

### Novembre 2017
| Data  | Prova          | Cat. | Vincitore      | Squadra                |
| ----- | -------------- | ---- | -------------- | ---------------------- |
| 12-19 | Tour du Rwanda | 2.2  | Joseph Areruya | Dimension Data-Qhubeka |

### Gennaio
| Data  | Prova                         | Cat. | Vincitore      | Squadra                |
| ----- | ----------------------------- | ---- | -------------- | ---------------------- |
| 15-21 | La Tropicale Amissa Bongo     | 2.1  | Joseph Areruya | Dimension Data-Qhubeka |
| 26-29 | Tour international des Zibans | 2.2  | Abdellah Hida  |                        |

### Febbraio
| Data  | Prova                                        | Cat. | Vincitore              | Squadra                        |
| ----- | -------------------------------------------- | ---- | ---------------------- | ------------------------------ |
| 20-23 | Grand Prix International de la ville d'Alger | 1.2  | Charálampos Kastrantás | Java–Partizan Pro Cycling Team |

### Marzo
| Data  | Prova                               | Cat. | Vincitore      | Squadra                                     |
| ----- | ----------------------------------- | ---- | -------------- | ------------------------------------------- |
| 20-21 | Tour de la Pharmacie Centrale       | 2.2  | Gaëtan Bille   | Sovac-Natura4Ever                           |
| 23    | Grand Prix de la Pharmacie Centrale | 1.2  | Gruffudd Lewis | Ribble Pro Cycling                          |
| 27-2  | Tour d'Algérie                      | 2.2  | Azzedine Lagab | Groupement Sportif des Pétroliers d'Algérie |

### Aprile
| Data  | Prova           | Cat. | Vincitore     | Squadra         |
| ----- | --------------- | ---- | ------------- | --------------- |
| 6-15  | Tour du Maroc   | 2.2  | David Rivière | Vendée U        |
| 22-29 | Tour du Sénégal | 2.2  | Dan Craven    | Vélo Club Sovac |
| 23-26 | Tour of Limpopo | 2.2  | Gustav Basson |                 |

### Maggio
| Data | Prova                                  | Cat. | Vincitore               | Squadra           |
| ---- | -------------------------------------- | ---- | ----------------------- | ----------------- |
| 4-7  | Tour International de la Wilaya d'Oran | 2.2  | Laurent Évrard          | Sovac-Natura4Ever |
| 6    | 100 Cycle Challenge                    | 1.2  | Nolan Hoffman           | BXC               |
| 26-3 | Tour du Cameroun                       | 2.2  | Bonaventure Uwizeyimana |                   |

### Agosto
| Data | Prova          | Cat. | Vincitore      | Squadra                |
| ---- | -------------- | ---- | -------------- | ---------------------- |
| 5-12 | Tour du Rwanda | 2.2  | Samuel Mugisha | Dimension Data-Qhubeka |

### Settembre
| Data  | Prova                   | Cat. | Vincitore     | Squadra               |
| ----- | ----------------------- | ---- | ------------- | --------------------- |
| 9-15  | Tour de Côte d'Ivoire   | 2.2  | Issiaka Cissé |                       |
| 26-30 | Grand Prix Chantal Biya | 2.2  | Juraj Bellan  | Dukla Banská Bystrica |

## Classifiche
Classifiche finali
| Pos. | Corridore              | Squadra           | Punti  |
| ---- | ---------------------- | ----------------- | ------ |
| 1    | Joseph Areruya         | Delko Mars.       | 487,75 |
| 2    | Youcef Reguigui        | Sovac             | 356    |
| 3    | Azzedine Lagab         | Pétrol. d'Algérie | 343    |
| 4    | Amanuel Gebrezgabihier | Dimension Data    | 267,5  |
| 5    | Metkel Eyob            | Terengganu        | 261,5  |
| 6    | Mekseb Debesay         | Dimension Data    | 212,5  |
| 7    | Ali Nouisri            | VIB Sports        | 199    |
| 8    | Didier Munyaneza       |                   | 175    |
| 9    | Abdessadek Kouna       |                   | 150    |
| 10   | Daryl Impey            | Mitchelton        | 150    |

| Pos. | Squadra                                 | Punti  |
| ---- | --------------------------------------- | ------ |
| 1    | Sovac                                   | 771    |
| 2    | Delko Marseille Provence KTM            | 581,75 |
| 3    | Group. Sportif des Pétroliers d'Algérie | 520    |
| 4    | Terengganu Cycling Team                 | 384,5  |
| 5    | VIB Sports                              | 307    |
| 6    | Bike Aid                                | 263,5  |
| 7    | Dimension Data-Qhubeka                  | 195,75 |
| 8    | Direct Énergie                          | 187    |
| 9    | Sharjah Team                            | 182    |
| 10   | Dukla Banska Bystrica                   | 156    |

| Pos. | Nazione        | Punti   |
| ---- | -------------- | ------- |
| 1    | Eritrea        | 1 402,5 |
| 2    | Algeria        | 1 203   |
| 3    | Ruanda         | 1 159,5 |
| 4    | Sudafrica      | 963,07  |
| 5    | Marocco        | 673,5   |
| 6    | Tunisia        | 558     |
| 7    | Etiopia        | 341     |
| 8    | Namibia        | 286     |
| 9    | Mauritius      | 207,85  |
| 10   | Costa d'Avorio | 178     |